# 10726 Elodie
10726 Elodie este un asteroid din centura principală, descoperit pe 28 ianuarie 1987, de Eric Elst.